# 佐賀県道332号多久牛津線
佐賀県道332号多久牛津線（さがけんどう332ごう たくうしづせん）は、佐賀県多久市から小城市に至る一般県道である。

## 概要
多久市東多久町大字別府から小城市三日月町石木に至る。起点から小城市小城町池上までは、牛津川と並んで走行する。

### 路線データ
- 起点：佐賀県多久市東多久町大字別府（羽佐間交差点、佐賀県道35号多久江北線交点）
- 終点：佐賀県小城市三日月町石木（石木交差点、佐賀県道42号小城牛津線・佐賀県道212号川上牛津線交点、佐賀西部広域農道上）

## 歴史
- 2017年（平成29年）3月31日 - 佐賀県告示第357号により経路を変更し、終点が路線名の由来となっている旧牛津町域内の国道34号交点である牛津大橋東交差点から、農協三里支所前交差点から先は佐賀西部広域農道の重複区間を経て三日月町石木の石木交差点に変更された[1]。

## 路線状況

### 重複区間
- 佐賀西部広域農道（小城市小城町船田 - 小城市三日月町石木・石木交差点（終点））

### 道路施設

#### 橋梁
- 鯨橋（池田川、多久市）
- 西の橋（山崎川、小城市）
- 西川橋（晴気川、小城市）

## 地理

### 通過する自治体
- 多久市
- 小城市

### 交差する道路
| 交差する道路                                                                 | 市町村名 | 交差する場所     | 交差する場所        |
| ---------------------------------------------------------------------------- | -------- | ---------------- | ------------------- |
| 佐賀県道35号多久江北線                                                       | 多久市   | 東多久町大字別府 | 羽佐間交差点 / 起点 |
| 佐賀県道284号別府牛津停車場線                                                | 多久市   | 東多久町大字別府 | 古賀宿交差点        |
| 佐賀西部広域農道 重複区間起点                                                | 小城市   | 小城町船田       |                     |
| 佐賀県道42号小城牛津線 佐賀県道212号川上牛津線 佐賀西部広域農道 重複区間終点 | 小城市   | 三日月町石木     | 石木交差点 / 終点   |

### 沿線
- 竹下製菓
- 小城市立三里小学校